# Anton Psenner

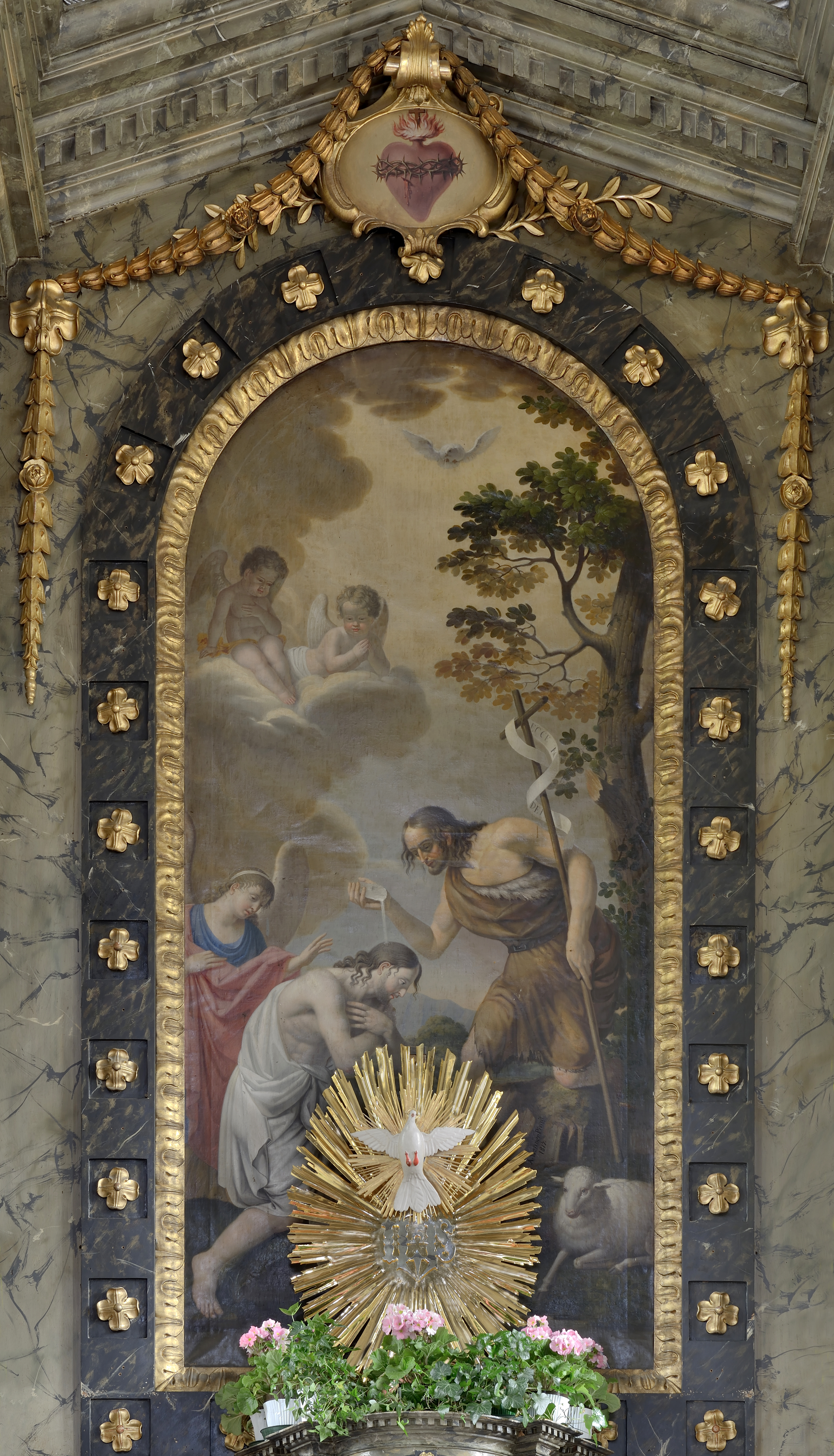
Altarblatt Taufe Jesu, Pfarrkirche Völser Aicha, 1817

Anton Psenner (* 28. März 1791 in Völs am Schlern; † 30. November 1866 in Bozen) war ein Künstler aus Tirol.
Psenner wurde als Sohn von Josef Psenner und Elisabeth Kritzinger geboren. Der Vater war Figurenschnitzer und Fassmaler, die Eltern bewirtschafteten ab 1800 den Quireinerhof in Ums. In den Jahren von 1808 bis 1812 erhielt er Zeichenunterricht beim Kaffeehausbetreiber und Zeichenlehrer Kusseth am Musterplatz in Bozen. Psenner studierte daraufhin – gefördert von Josef von Giovanelli – an der k. k. Akademie der bildenden Künste in Wien in den Jahren 1813 bis 1816 bei Franz Caucig.
Psenner lebte von 1818 bis 1822 in Rom und wirkte dort als Maler; besonders bekannt wurde seine lebensgroße „Madonna“. Um das Jahr 1817 fertigte Psenner die Wandgemälde und Altarbilder der Pfarrkirche zum Heiligen Johannes in Völser Aicha. Ab 1822 lebte Psenner in Bozen, dort wirkte der überzeugte Nazarener als Miniaturmaler, Porträtist, Fresko- und Altarbildmaler. 
Einige seiner Arbeiten, darunter die „Heilige Familie“ und das Gemälde „Maria mit Jesus und Johannes dem Täufer“, befinden sich im Tiroler Landesmuseum in Innsbruck.
1826 heiratete er in Bozen Maria Klara Grimm, sein Sohn Ludwig (1834–1917) war Politiker und Publizist in Wien.